# Espace disqué
En mathématiques, un espace disqué est un espace vectoriel muni d'une topologie et d'une bornologie satisfaisant des conditions de compatibilité. Un espace vectoriel muni d'une topologie compatible avec sa structure d'espace vectoriel est appelé un espace vectoriel topologique. Un espace vectoriel muni d'une bornologie compatible avec sa structure d'espace vectoriel est appelé un espace vectoriel bornologique. Un espace vectoriel topologique qui est un espace vectoriel bornologique est un espace disqué si sa topologie est localement convexe et sa bornologie est compatible avec sa topologie (on dit également dans ce cas que cette bornologie est adaptée). Le contexte des espaces vectoriels bornologiques et des espaces disqués clarifie la théorie de la dualité des espaces vectoriels topologiques, les propriétés des espaces d'applications linéaires continues et celles des espaces d'applications bilinéaires bornées ou hypocontinues. Cette clarification est essentiellement due à Lucien Waelbroeck (de), Christian Houzel et leurs collaborateurs.

## Bornologies

### Notion de bornologie
Soit E un ensemble. Une  bornologie sur E est un ensemble {\displaystyle {\mathfrak {B}}\subset {\mathfrak {P}}(E)} vérifiant les conditions suivantes :
(B1) Si {\displaystyle A\in {\mathfrak {B}}} et {\displaystyle B\subset A}, alors {\displaystyle B\in {\mathfrak {B}}}.
(B2) Si {\displaystyle A\in {\mathfrak {B}}} et {\displaystyle B\in {\mathfrak {B}}} alors {\displaystyle A\cup B\in {\mathfrak {B}}}.
(B3) Pour tout {\displaystyle x\in E,\{x\}\in {\mathfrak {B}}}.
Les éléments de {\displaystyle {\mathfrak {B}}} sont appelés les bornés de cette bornologie (ou les bornés de E quand cela ne prête pas à confusion) et E, muni d'une bornologie {\displaystyle {\mathfrak {B}}}, est appelé un ensemble bornologique.
Soit {\displaystyle {\mathfrak {C}}\subset {\mathfrak {B}}}. On dit que {\displaystyle {\mathfrak {C}}} est une base (ou un système fondamental de parties bornées de {\displaystyle {\mathfrak {B}}} si tout ensemble de {\displaystyle {\mathfrak {B}}} est inclus dans un ensemble de {\displaystyle {\mathfrak {C}}}.
Une bornologie {\displaystyle {\mathfrak {B}}_{1}} est dite plus fine qu'une bornologie {\displaystyle {\mathfrak {B}}_{2}} si {\displaystyle {\mathfrak {B}}_{1}\subset {\mathfrak {B}}_{2}}.
Si {\displaystyle (E_{i},{\mathfrak {B}}_{i})_{i\in I}} est une famille d'espaces bornologiques, on définit sur {\displaystyle \Pi _{i\in I}E_{i}} la bornologie produit, dont les éléments sont les parties dont toutes les projections sont bornées. On notera {\displaystyle \Pi _{i\in I}{\mathfrak {B}}_{i}} cette bornologie.

### Exemples
Les parties finies d'un ensemble E forment une bornologie qui est la plus fine et est appelée la bornologie discrète.
L'ensemble {\displaystyle {\mathcal {P}}(E)} est la moins fine des bornologies sur E. Elle est appelée la bornologie triviale.
Si E est un espace topologique séparé, l'ensemble des sous-ensembles compacts de E est une bornologie. Dans un espace uniforme, l'ensemble des sous-ensembles précompacts est une bornologie, qui est moins fine que la précédente si E est séparé.
Soit E un espace lipschitzien, c'est-à-dire un ensemble muni d'une famille d'écarts (ou jauge) {\displaystyle d=(d_{i})_{i\in I}} (ou de toute autre jauge Lipschitz-équivalente). Si {\displaystyle x_{0}\in E} et {\displaystyle r\in [0,+\infty ]}, la boule ouverte de centre {\displaystyle x_{0}} et de rayon r pour l'écart {\displaystyle d_{i}} est l'ensemble {\displaystyle B_{i}(x_{0};r)} des {\displaystyle x\in E} tels que {\displaystyle d_{i}(x,x_{0})<r}. Un ensemble A est dit borné dans E si pour tout {\displaystyle x_{0}\in E} il existe un rayon {\displaystyle r\in ]0,+\infty [} et un indice {\displaystyle i\in I} tel que A est inclus dans la boule {\displaystyle B_{i}(x_{0};r)}. Les ensembles bornés ainsi définis constituent une bornologie, appelée la bornologie canonique de E.

### Applications bornées
Soit E et F deux ensembles, munis de bornologies {\displaystyle {\mathfrak {B}}_{E}} et {\displaystyle {\mathfrak {B}}_{F}} respectivement. Une application de E dans F est dite bornée si elle transforme les bornés de E en bornés de F. La catégorie des espaces bornologiques a pour morphismes les applications bornées. Si {\displaystyle {\mathfrak {B}}_{1}} et {\displaystyle {\mathfrak {B}}_{2}} sont deux bornologies d'un même ensemble E, {\displaystyle {\mathfrak {B}}_{1}} est plus fine que {\displaystyle {\mathfrak {B}}_{2}} si, et seulement si l'application identité de E est bornée de {\displaystyle (E,{\mathfrak {B}}_{1})} dans {\displaystyle (E,{\mathfrak {B}}_{2})}. L'ensemble des applications bornées de E dans F est noté {\displaystyle {\mathcal {B}}(E;F)}

### Ensembles équibornés d'applications
Avec les notations qui précèdent, un sous-ensemble H de l'ensemble {\displaystyle {\mathcal {B}}(E;F)} des applications de E dans F est dit équiborné si pour tout borné A de E,
{\displaystyle H(A)=\bigcup _{u\in H}u(A)}
est borné dans F. Les ensembles équibornés forment une bornologie {\displaystyle {\mathfrak {B}}(E;F)}, appelée équibornologie.

### Bornologies initiale et finale; limites
Soit E un ensemble, {\displaystyle (F_{i})_{i\in I}} une famille d'ensembles bornologiques et {\displaystyle (f_{i}:E\rightarrow F_{i})_{i\in I}} une famille d'applications. La bornologie initiale de E pour la famille  est la moins fine pour laquelle les {\displaystyle f_{i}} sont toutes bornées.
Par suite, la catégorie des bornologies admet des limites projectives et inductives : si {\displaystyle (E_{i})_{i\in I}} est un système projectif d'espaces bornologiques E est la limite projective des {\displaystyle E_{i}} dans la catégorie des ensembles, {\displaystyle f_{i}:E\rightarrow E_{i}} est l'application canonique, on obtient la limite projective des {\displaystyle E_{i}} en munissant E de la bornologie initiale pour les {\displaystyle f_{i}}. La limite inductive d'un système inductif d'espaces bornologiques s'obtient de manière duale.

## Espaces vectoriels bornologiques
Ne pas confondre un espace vectoriel bornologique, tel que défini ci-dessous à la suite de , et un espace bornologique (notion due à Nicolas Bourbaki).
Soit E un espace vectoriel à gauche sur un corps valué K. Une bornologie {\displaystyle {\mathfrak {B}}_{E}} sur E est dite vectorielle si les trois conditions suivantes sont satisfaites :
(i) L'addition est une application bornée de {\displaystyle E\times E} dans E ;
(ii) Si {\displaystyle A\in {\mathfrak {B}}_{E}} et {\displaystyle \lambda \in K}, alors {\displaystyle \lambda A\in {\mathfrak {B}}_{E}} ;
(iii) Si {\displaystyle A\in {\mathfrak {B}}_{E}}, alors son enveloppe équilibrée (c'est-à-dire la réunion des {\displaystyle \lambda A} pour {\displaystyle \vert \lambda \vert \leq 1}) appartient à {\displaystyle {\mathfrak {B}}_{E}}.
Un espace vectoriel muni d'une bornologie vectorielle est appelé un espace vectoriel bornologique (EVB). Un tel espace est dit séparé si le seul sous-espace vectoriel borné est {\displaystyle \{0\}}.
Un sous-ensemble A d'un espace vectoriel à gauche sur le corps valué K est dit équilibré si {\displaystyle \lambda A\subset A} si {\displaystyle \vert \lambda \vert \leq 1}. Il est dit disqué si, de plus, il est convexe. Un ensemble disqué est appelé un disque. Un ensemble A est un disque si, et seulement si pour toute famille finie {\displaystyle (\lambda _{i})} de scalaires telle que {\displaystyle \Sigma _{i}\vert \lambda _{i}\vert \leq 1}, on a {\displaystyle \Sigma _{i}\lambda _{i}A\subset A}.
Les espaces vectoriels bornologiques les plus importants ont une bornologie vectorielle de type convexe, à savoir que la condition (iii) est remplacée par la condition plus forte
(iii') Si {\displaystyle A\in {\mathfrak {B}}_{E}}, alors son enveloppe disquée (c'est-à-dire le plus petit disque qui le contient) appartient à {\displaystyle {\mathfrak {B}}}.
La valeur absolue induit sur K bornologie canonique {\displaystyle {\mathfrak {B}}_{K}}. Pour une bornologie {\displaystyle {\mathfrak {B}}_{E}} sur E satisfaisant les conditions (i) et (iii), (ii) équivaut à la condition
(ii') Si {\displaystyle A\in {\mathfrak {B}}_{K}} et {\displaystyle B\in {\mathfrak {B}}_{E}}, alors {\displaystyle A.B\in {\mathfrak {B}}_{E}}.
La catégorie EVB des espaces vectoriels bornologiques admet des limites projectives et inductives.

## Espaces disqués

### Définition
Soit E un espace vectoriel topologique (EVT) muni d'une bornologie vectorielle. Sa topologie {\displaystyle {\mathfrak {T}}} et sa bornologie {\displaystyle {\mathfrak {B}}} sont dites compatibles si les deux conditions suivantes sont satisfaites :
(a) Tout voisinage de 0 (pour {\displaystyle {\mathfrak {T}}}) absorbe tout borné de {\displaystyle {\mathfrak {B}}}, c'est-à-dire : quel que soit le voisinage V de 0 et le borné B, il existe {\displaystyle \lambda \in K} tel que {\displaystyle B\subset \lambda V} ;
(b) L'adhérence (pour {\displaystyle {\mathfrak {T}}}) d'un borné de {\displaystyle {\mathfrak {B}}} est bornée.
On dit encore, dans ce cas que la bornologie {\displaystyle {\mathfrak {B}}} est adaptée à {\displaystyle {\mathfrak {T}}}, et que E, muni de cette bornologie, est un espace disqué.
Lemme — Si E et F dont des espaces disqués, une application linéaire continue de E dans F est bornée.
Les espaces disqués forment donc une catégorie EVD dont les morphismes sont les applications linéaires continues. Cette catégorie admet des limites projectives et inductives qui commutent aux deux foncteurs d'oubli EVD → EVT et EVD → EVB.
Les espaces disqués les plus importants sont localement convexes : un espace disqué E est dit localement convexe lorsque K est le corps des réels ou des complexes, la topologie de E est localement convexe, et sa bornologie est de type convexe.

#### Remarque
Les conditions suivantes sont équivalentes : (1) E est un espace (localement convexe) bornologique ; (2) en munissant E de sa bornologie canonique, quel que soit l'espace disqué localement convexe F, une application linéaire de E dans F est bornée si, et seulement si elle est continue.

### Exemples
La topologie d'un espace topologique localement convexe est définie par une famille de semi-normes {\displaystyle (p_{i})_{i\in I}} et chacune de ces semi-normes définit un écart {\displaystyle d_{i}:(x,y)\mapsto p_{i}(x-y)}. Par conséquent, tout espace vectoriel topologique localement convexe E a une structure lipschitzienne. Celle-ci est déterminée par la topologie localement convexe de E, et la bornologie canonique de cette structure lipschitzienne est appelée la bornologie canonique de E. L'espace vectoriel topologique E, muni de sa bornologie canonique, est un espace disqué. Un ensemble A appartient à la bornologie canonique de E si, et seulement si A est absorbé par tout voisinage de 0. La bornologie canonique de E, notée {\displaystyle \beta }, est la bornologie la moins fine adaptée à la topologie de E. On a (en allant de la bornologie adaptée la plus fine à la moins fine sur E),
{\displaystyle {\tilde {\sigma }}\subset \gamma \subset c\subset \rho \subset \kappa \subset \beta }
où {\displaystyle \gamma }, c, {\displaystyle \rho } et {\displaystyle \kappa } sont, respectivement, l'ensemble des parties convexes compactes, l'ensemble des parties compactes, l'ensemble des parties relativement compactes et l'ensemble des parties précompactes; {\displaystyle {\tilde {\sigma }}} est la bornologie adaptée la plus fine, constituée des ensembles A inclus dans un sous-espace de dimension finie et bornés dans cet espace, et est la bornologie adaptée engendrée par {\displaystyle \sigma }, constituée quant à elle des parties finies.
L'espace localement convexe E, muni de l'une quelconque de ces bornologies, est un espace disqué.

## Espaces d'applications linéaires

### Equibornologie d'un espace d'applications linéaires bornées
Soit {\displaystyle E} et {\displaystyle F} des EVB et {\displaystyle {\mathcal {L}}_{b}(E;F)} l'espace vectoriel des applications linéaires bornées de {\displaystyle E} dans {\displaystyle F}. L'équibornologie de cet espace, notée {\displaystyle {\mathfrak {B}}_{eb}}, est vectorielle, et {\displaystyle {\mathcal {L}}_{b}(E;F)}, muni de son équibornologie, est donc un EVB.

### Bornologie équicontinue
Soit {\displaystyle E} et {\displaystyle F} deux EVT. Un ensemble H d'applications linéaires continues est dit équicontinu si pour tout voisinage V de 0 dans {\displaystyle F}, il existe un voisinage U de 0 dans {\displaystyle E} tel que {\displaystyle H(U)\subset V} où {\displaystyle H(U):=\{u(U):u\in H\}}. Les sous-ensembles équicontinus de l'espace {\displaystyle {\mathcal {L}}_{c}(E;F)} des applications linéaires continues de {\displaystyle E} dans {\displaystyle F} forme une bornologie vectorielle de cet espace, notée {\displaystyle {\mathfrak {B}}_{ee}}, et fait donc de {\displaystyle {\mathcal {L}}_{c}(E;F)} un EVB.

### Topologie d'un espace d'applications linéaires continues
Soit {\displaystyle E} un EVB, dont la bornologie est notée {\displaystyle {\mathfrak {S}}}, et {\displaystyle F} un EVT. L'espace {\displaystyle {\mathcal {L}}(E,F)} des applications continues peut être munie de la topologie de la convergence uniforme sur les bornés de {\displaystyle E}, appelée {\displaystyle {\mathfrak {S}}}-topologie. Les ensembles
{\displaystyle T(A,V)=\{u\in {\mathcal {L}}(E,F):u(A)\subset V\}}.
forment un système fondamental dans l'espace vectoriel topologique ainsi obtenu, noté {\displaystyle {\mathcal {L}}_{\mathfrak {S}}(E,F)}

### Espaces d'applications linéaires continues entre espaces disqués
Soit {\displaystyle E}, {\displaystyle F} deux espaces disqués, où {\displaystyle E\neq \{0\}}, et {\displaystyle {\mathcal {L}}(E;F)} l'espace des applications linéaires continues de {\displaystyle E} dans {\displaystyle F}. On peut munir cet espace de la bornologie équicontinue {\displaystyle {\mathfrak {B}}_{ee}} ou de l'équibornologie {\displaystyle {\mathfrak {B}}_{eb}}, donc de la bornologie {\displaystyle {\mathfrak {B}}_{eeb}={\mathfrak {B}}_{ee}\cap {\mathfrak {B}}_{eb}} qui est vectorielle. On peut d'autre part munir {\displaystyle {\mathcal {L}}(E;F)} de la {\displaystyle {\mathfrak {S}}}-topologie de la convergence uniforme sur les bornés de {\displaystyle E}. Cette topologie et la bornologie {\displaystyle {\mathfrak {B}}_{eeb}} sont compatibles, donc {\displaystyle {\mathcal {L}}(E;F)}, muni de cette topologie et de cette bornologie, est un espace disqué {\displaystyle {\mathcal {L}}_{{\mathfrak {S}}_{e}}(E;F)}. Celui-ci a les propriétés suivantes : {\displaystyle {\mathcal {L}}_{{\mathfrak {S}}_{e}}(E;F)} est séparé si, et seulement si F est séparé ; si F est quasi complet, {\displaystyle {\mathcal {L}}_{{\mathfrak {S}}_{e}}(E;F)} est quasi complet. Si {\displaystyle (E_{i})_{i\in I}} et {\displaystyle (F_{j})_{j\in J}} sont, respectivement, un système projectif et un système inductif dans EVD, ayant pour limite projective (resp. inductive) E (resp. F), on a à un isomorphisme près
{\displaystyle {\mathcal {L}}_{{\mathfrak {S}}_{e}}\left(E;F\right)\cong \varinjlim _{i,j}{\mathcal {L}}_{{\mathfrak {S}}_{e}}\left(E_{i};F_{j}\right)}.

### Espaces d'applications linéaires continues entre espaces localement convexes
Rappelons qu'un espace uniforme séparé est dit complet si tout filtre de Cauchy converge et qu'un espace localement convexe F est dit quasi complet si toute partie bornée et fermée de F est complète. On dira de même qu'un espace disqué E est quasi complet si toute partie bornée fermée de E est complète.
(1) Si E est un espace bornologique muni de sa bornologie canonique, alors toute partie équibornée de {\displaystyle {\mathcal {L}}(E;F)} est équicontinue, et par suite {\displaystyle {\mathcal {L}}_{\beta _{e}}(E;F)={\mathcal {L}}_{\beta }(E;F)}.
(2) Si E est tonnelé, alors {\displaystyle {\mathcal {L}}_{{\mathfrak {S}}_{e}}(E;F)={\mathcal {L}}_{\mathfrak {S}}(E;F)} pour toute bornologie adaptée {\displaystyle {\mathfrak {S}}} de E.
En particulier, il résulte de ce qui précède que si F est séparé, alors {\displaystyle {\mathcal {L}}_{\mathfrak {S}}(E;F)} est séparé ; si F est quasi complet, alors {\displaystyle {\mathcal {L}}_{\mathfrak {S}}(E;F)} est quasi complet lorsque E est tonnelé, ou lorsque E est un espace bornologique et {\displaystyle {\mathfrak {S}}=\beta }.

## Espaces d'applications bilinéaires

### Espaces d'applications bilinéaires bornées
Soit {\displaystyle E_{1}}, {\displaystyle E_{2}}, F trois espaces vectoriels bornologiques. On note {\displaystyle {\mathcal {L}}_{b}(E_{1},E_{2};F)} l'espace des applications bilinéaires bornées de {\displaystyle E_{1}\times E_{2}} dans F. Cet espace est muni de son équibornologie. Soit {\displaystyle u\in {\mathcal {L}}_{b}(E_{1},E_{2};F)}, et pour tout {\displaystyle x\in E_{1}}, désignons par {\displaystyle u_{x}} l'application linéaire de {\displaystyle E_{2}} dans F : {\displaystyle y\mapsto u(x,y)}. Cette application est bornée, donc appartient à {\displaystyle {\mathcal {L}}_{b}(E_{2};F)}. Ce dernier espace étant muni de son équibornologie, l'application
{\displaystyle {\mathcal {L}}_{b}(E_{1},E_{2};F)\rightarrow {\mathcal {L}}_{b}(E_{1};{\mathcal {L}}_{b}(E_{2};F)):x\mapsto u_{x}}
est un isomorphisme d'espaces vectoriels bornologiques.
On en déduit par récurrence que si {\displaystyle E_{1}}..., {\displaystyle E_{n+k}} et F sont des espaces vectoriels bornologiques, on a un isomorphisme d'espaces vectoriels bornologiques
{\displaystyle {\mathcal {L}}_{b}(E_{1},...,E_{n+k};F)\rightarrow {\mathcal {L}}_{b}(E_{1},...,E_{n};{\mathcal {L}}_{b}(E_{n+1},...,E_{n+k};F))}.

### Espaces d'applications bilinéaires hypocontinues
Soit {\displaystyle E_{1}}, {\displaystyle E_{2}} deux espaces vectoriels bornologiques dont les bornologies sont notées {\displaystyle {\mathfrak {S}}_{1}} et {\displaystyle {\mathfrak {S}}_{2}} respectivement, et F un espace vectoriel topologique. Notons {\displaystyle {\mathcal {B}}(E_{1},E_{2};F)} l'espace vectoriel des applications bilinéaires {\displaystyle ({\mathfrak {S}}_{1},{\mathfrak {S}}_{2})}-hypocontinues de {\displaystyle E_{1}\times E_{2}} dans F. 
Lemme — Tout application appartenant à {\displaystyle {\mathcal {B}}(E_{1},E_{2};F)} est bornée.
En conséquence, l'espace vectoriel {\displaystyle {\mathcal {B}}(E_{1},E_{2};F)} est muni de la topologie de la convergence uniforme sur les bornés de la bornologie produit  {\displaystyle {\mathfrak {S}}_{1}\times {\mathfrak {S}}_{2}} et de la bornologie formée des parties équibornées et équi-hypocontinues, ce qui en fait un espace disqué {\displaystyle {\mathcal {B}}_{({\mathfrak {S}}_{1},{\mathfrak {S}}_{2})_{e}}(E_{1},E_{2};F)}. D'autre part, l'espace {\displaystyle {\mathcal {L}}_{{\mathfrak {S}}_{1e}}(E_{2};F)} est un espace disqué  muni de sa topologie de la convergence uniforme sur les bornés de {\displaystyle {\mathfrak {S}}_{1}} et de sa bornologie des ensembles équibornés et équicontinus (voir supra). On obtient de même l'espace disqué {\displaystyle {\mathcal {L}}_{{\mathfrak {S}}_{2e}}(E_{1};{\mathcal {L}}_{{\mathfrak {S}}_{1e}}(E_{2};F))}. L'application
{\displaystyle {\mathcal {B}}_{({\mathfrak {S}}_{1},{\mathfrak {S}}_{2})_{e}}(E_{1},E_{2};F)\rightarrow {\mathcal {L}}_{{\mathfrak {S}}_{2e}}(E_{1};{\mathcal {L}}_{{\mathfrak {S}}_{1e}}(E_{2};F)):x\mapsto u_{x}}
est un isomorphisme d'espaces disqués.
Si {\displaystyle E_{1}}, {\displaystyle E_{2}} sont tonnelés (en tant qu'espaces localement convexes), {\displaystyle {\mathcal {L}}_{{\mathfrak {S}}_{1e}}(E_{2};F)={\mathcal {L}}_{{\mathfrak {S}}_{1}}(E_{2};F)}, {\displaystyle {\mathcal {L}}_{{\mathfrak {S}}_{2e}}(E_{1};{\mathcal {L}}_{{\mathfrak {S}}_{1e}}(E_{2};F))={\mathcal {L}}_{{\mathfrak {S}}_{2}}(E_{1};{\mathcal {L}}_{{\mathfrak {S}}_{1}}(E_{2};F))}, et {\displaystyle {\mathcal {B}}_{({\mathfrak {S}}_{1},{\mathfrak {S}}_{2})_{e}}(E_{1},E_{2};F)={\mathfrak {B}}_{({\mathfrak {S}}_{1},{\mathfrak {S}}_{2})}(E_{1},E_{2};F)}, ce dernier espace étant celui des applications bilinéaires séparément continues (ou, de manière équivalente, hypocontinues) de {\displaystyle E_{1}\times E_{2}} dans F, qui est un espace disqué muni de la topologie de la convergence uniforme sur les bornés de {\displaystyle {\mathfrak {S}}_{1}\times {\mathfrak {S}}_{2}} et de la bornologie des parties équibornées. L'isomorphisme d'espaces disqués
{\displaystyle {\mathfrak {B}}_{({\mathfrak {S}}_{1},{\mathfrak {S}}_{2})}(E_{1},E_{2};F)\rightarrow {\mathcal {L}}_{{\mathfrak {S}}_{2}}(E_{1};{\mathcal {L}}_{{\mathfrak {S}}_{1}}(E_{2};F))}
implique que, sous l'hypothèse considérée, {\displaystyle {\mathfrak {B}}_{({\mathfrak {S}}_{1},{\mathfrak {S}}_{2})}(E_{1},E_{2};F)} est séparé (resp. séparé et quasi complet) si F est séparé (resp. séparé et quasi complet).
Ces résultats s'étendent au cas d'applications multilinéaires. En particulier, soit {\displaystyle E_{1},...,E_{n+k}} des espaces disqués tonnelés dont les bornologies sont notées {\displaystyle {\mathfrak {S}}_{1},...,{\mathfrak {S}}_{n+k}} respectivement, et F un espace localement convexe. En notant {\displaystyle {\mathfrak {B}}_{({\mathfrak {S}}_{1},...,{\mathfrak {S}}_{n})}(E_{1},...,E_{n};F)} l'espace des applications n-linéaires séparément continues de {\displaystyle E_{1}\times ...\times E_{n}} dans F, on a un isomorphisme d'espaces disqués
{\displaystyle {\mathfrak {B}}_{\left({\mathfrak {S}}_{1},...,{\mathfrak {S}}_{n+k}\right)}\left(E_{1},...,E_{n+k};F\right)\rightarrow {\mathfrak {B}}_{\left({\mathfrak {S}}_{1},...,{\mathfrak {S}}_{n}\right)}\left(E_{1},...,E_{n};{\mathfrak {B}}_{\left({\mathfrak {S}}_{n+1},...,{\mathfrak {S}}_{n+k}\right)}\left(E_{n+1},...,E_{n+k};F\right)\right)}
et cet espace est séparé (resp. quasi complet) si F est séparé (resp. quasi complet).

### Applications bilinéaires continues
Soit {\displaystyle E_{1}}, {\displaystyle E_{2}} deux espaces de Fréchet et F un espace localement convexe. Toute application bilinéaire séparément continue de {\displaystyle E_{1}\times E_{2}} dans F est continue.